# Simon Conway Morris
Simon Conway Morris (Carshalton (Surrey), 6 november 1951) is een Britse paleontoloog.
Hij is een voormalige leerling van Harry Blackmore Whittington, en samen met deze en medestudent Derek Briggs onderwierp hij in de jaren 70 de fossielen van de Burgess Shale aan een nader onderzoek. In 1976 haalde hij op basis van dit onderzoek zijn doctoraat aan de Universiteit van Cambridge. In 1979 werd hij docent aan de faculteit Earth Sciences.

## Stellingname
Simon Conway Morris is een overtuigd christen, en wordt soms door aanhangers van het creationisme als medestander aangemerkt.  In zijn werken over evolutie legt hij sterke nadruk op convergente evolutie. Een van zijn belangrijkste en meest omstreden stellingen is dat zelfbewust leven (het ontstaan van de mens) een noodzakelijke uitkomst van de evolutie is. Daarover heeft hij onder meer een felle polemiek gehad met Stephen Jay Gould, die het ontstaan van zelfbewust leven als het resultaat van een reeks toevallige gebeurtenissen (contingency) ziet. Opmerkenswaardig hierbij is dat Stephen Jay Gould in zijn boek Wonderful Life bijzonder lovend is over het werk van Conway Morris.

## Belangrijke werken
- The History in our Bones, Royal Institution Christmas Lectures 1996.
- The Crucible of Creation: The Burgess Shale and the Rise of Animals, Oxford University Press, Oxford UK, 1998.
- Life’s Solution: Inevitable humans in a Lonely Universe, Cambridge University Press, Cambridge UK, 2003 (Nederlandse vertaling: Hoe het leven de dingen regelt: de mens als noodzakelijke uitkomst van de evolutie, Diemen, 2004).